# Taplow Court

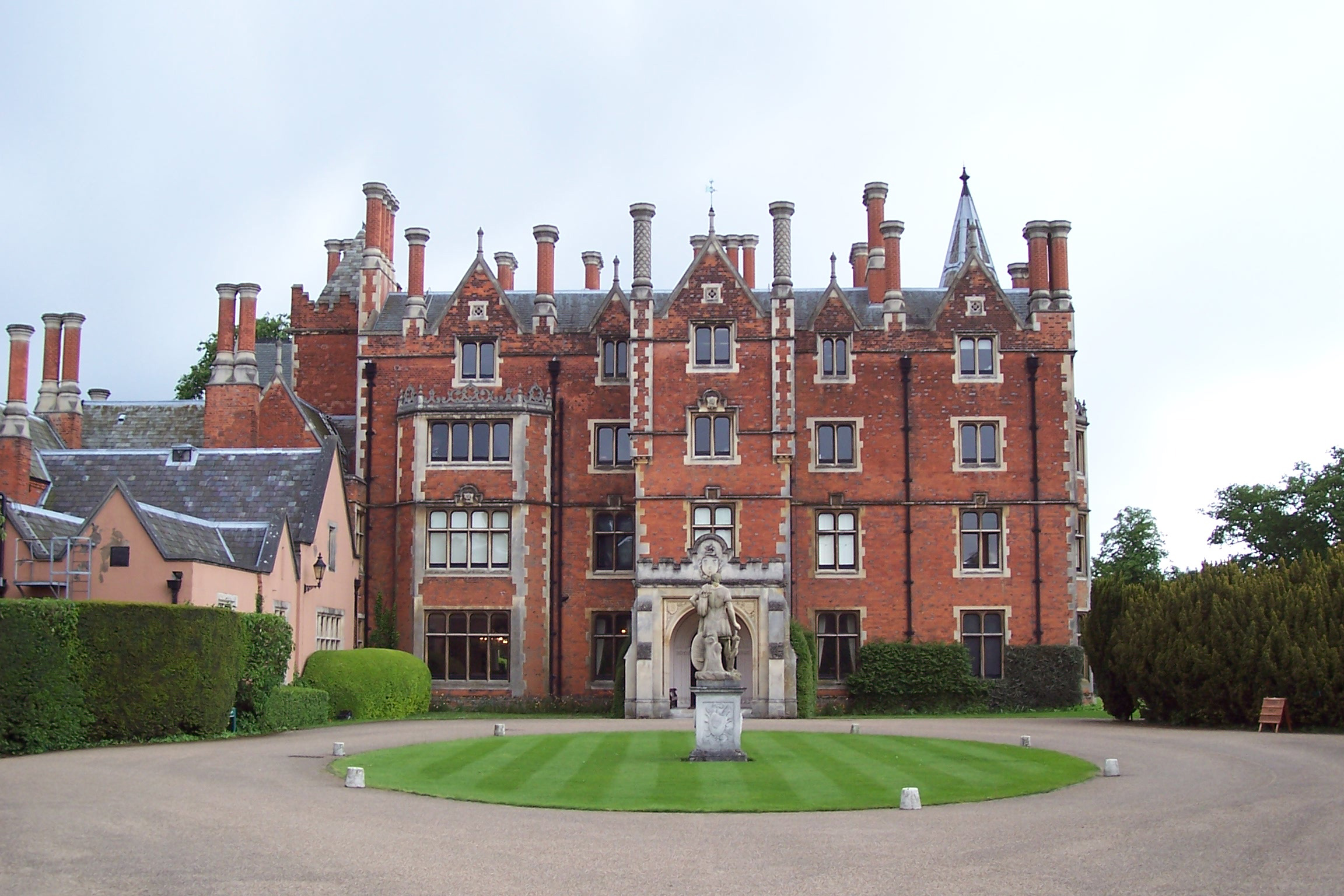
Taplow Court, Frontseite

Taplow Court ist ein im viktorianischen  Stil erbautes Anwesen in Taplow, einem Dorf in England im Osten von Maidenhead, rund 35 km westlich von London. Es liegt auf einem Hügel oberhalb der Themse. Das Anwesen ist derzeit nach „Grade-II“ denkmalgeschützt.

## Vorgeschichte
Das sog. „Taplow Barrow“ ein angelsächsisches Hügelgrab aus dem siebten Jahrhundert befindet sich auf dem Gelände des Anwesens unweit der Pfarrkirche und oberhalb der nach Grade-I  denkmalgeschützten  Maidenhead Bridge. Das Grab wurde 1883 geöffnet. Die Grabbeigaben gehören heute dem Britischen Museum, in Taplow Court sind Nachbildungen ausgestellt. Die Qualität der Grabbeigaben wird angeblich nur von denen der Ausgrabung um Sutton Hoo im Jahr 1939 übertroffen.

## Geschichte
Bereits vor der Zeit der Eroberung Britanniens im Jahr 1066 durch die Normannen hat an der Stelle ein Gutshaus gestanden. Harold, Graf von Wessex und Kent, der spätere König von England, schenkte es seinem Gefolgsmann Asgot.
Wilhelm der Eroberer gab es nach seinem Sieg über Harolds Heer in der Schlacht bei Hastings an seinen Halbbruder Odo, Bischof von Bayeux, der es an seine Verwandten, die de Turvilles verpachtete. 1197 kaufte das Kloster Merton das Anwesen, die Mönche ließen es aber allem Anschein nach von Verwaltern betreiben. Verbrieft ist das Recht von 1252, dort Kaninchen zu züchten.
Durch die Auflösung der englischen Klöster im Rahmen der Abspaltung der Church of England von der römisch-katholischen Kirche kam das Gut 1539 in den Besitz der englischen Krone, die es weiterhin von Verwaltern bewirtschaften ließ. 1604 wurde Sir Henry Guiltford zunächst zum lebenslangen Verwalter ernannt, bevor er 1614 das Gut pachtete. Unglücklicherweise brannte das Haus bereits zwei Jahre später komplett ab. Kurz darauf wurde es neu errichtet, vermutlich durch Thomas Hampson, Leiter des Statute Office, der das Anwesen 1629 kaufte.

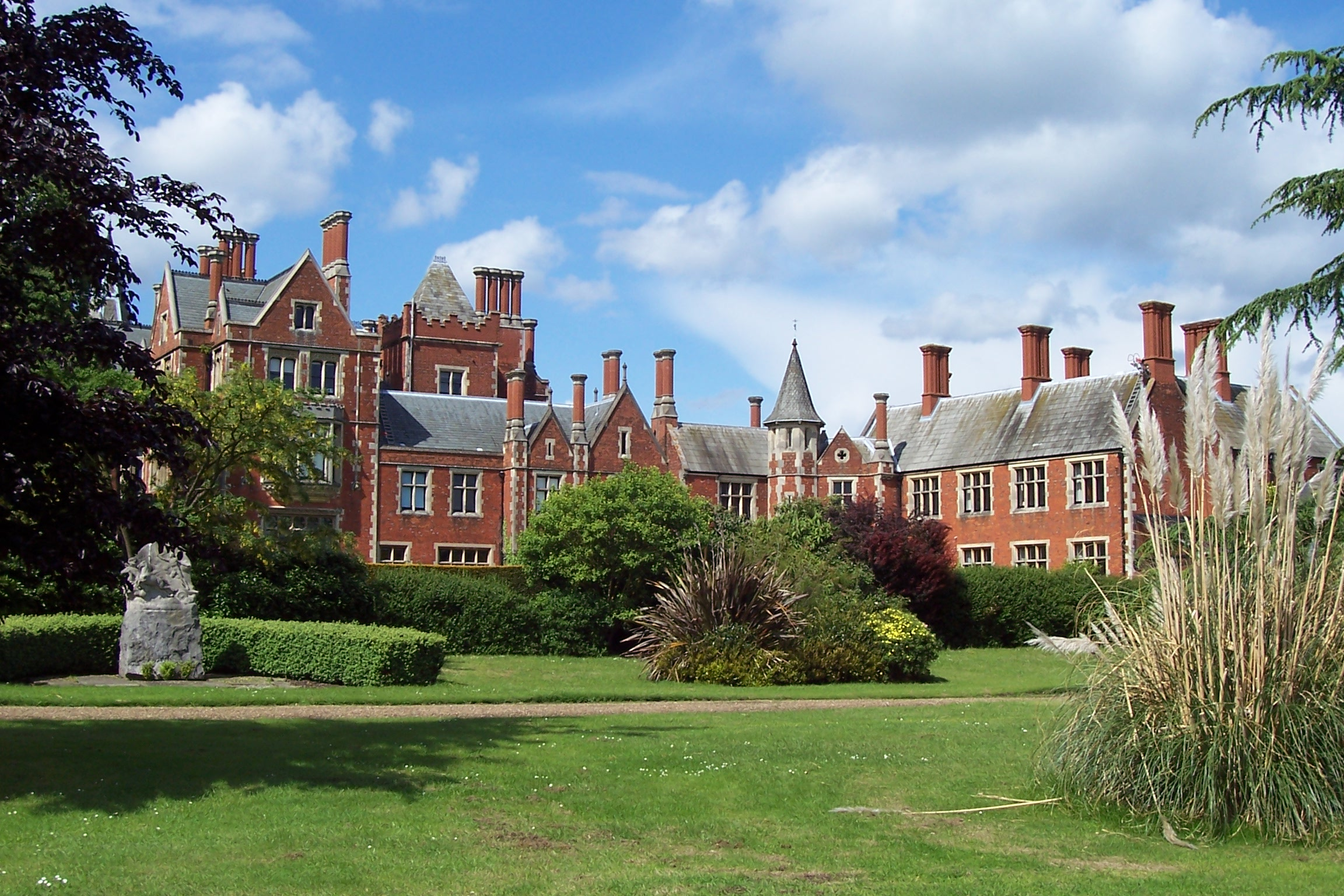
Taplow Court, Rückseite

Während des Englischen Bürgerkrieges wurde das Haus von beiden Truppen beschädigt, weil beide Seiten der Meinung waren, Hampson hätte die jeweils andere Seite unterstützt. Nach der Reparatur sah es im Wesentlichen so aus, wie man es heute noch sehen kann. 1642 wurde Hampson zum Baron geadelt.
Um 1700 erwarb George Hamilton, 1. Earl of Orkney, Haus und Grund von Sir Dennis Hampson. Hamilton, fünfter Sohn eines alten schottischen Adelsgeschlechts, hatte unter Wilhelm III in Irland und Flandern mit Auszeichnung gedient. Er erhielt dafür zur Belohnung zunächst die Hand der ehemaligen königlichen Mätresse Elizabeth Villiers und später die Earlswürde. Etwa gleichzeitig mit Taplow Court erstand er das benachbarte Cliveden.
In Ermangelung männlicher Erben wurde der Besitz dreimal in weiblicher Linie vererbt, wovon die erste Erbin, Anne, Cliveden an den Prince of Wales verkaufte. 1831 erbte Thomas John Hamilton das Anwesen von seiner Großmutter. Er ließ es sofort im englischen Stil renovieren und erbaute die normannische Gedächtnishalle, die heute noch das Zentrum des Gebäudes bildet.

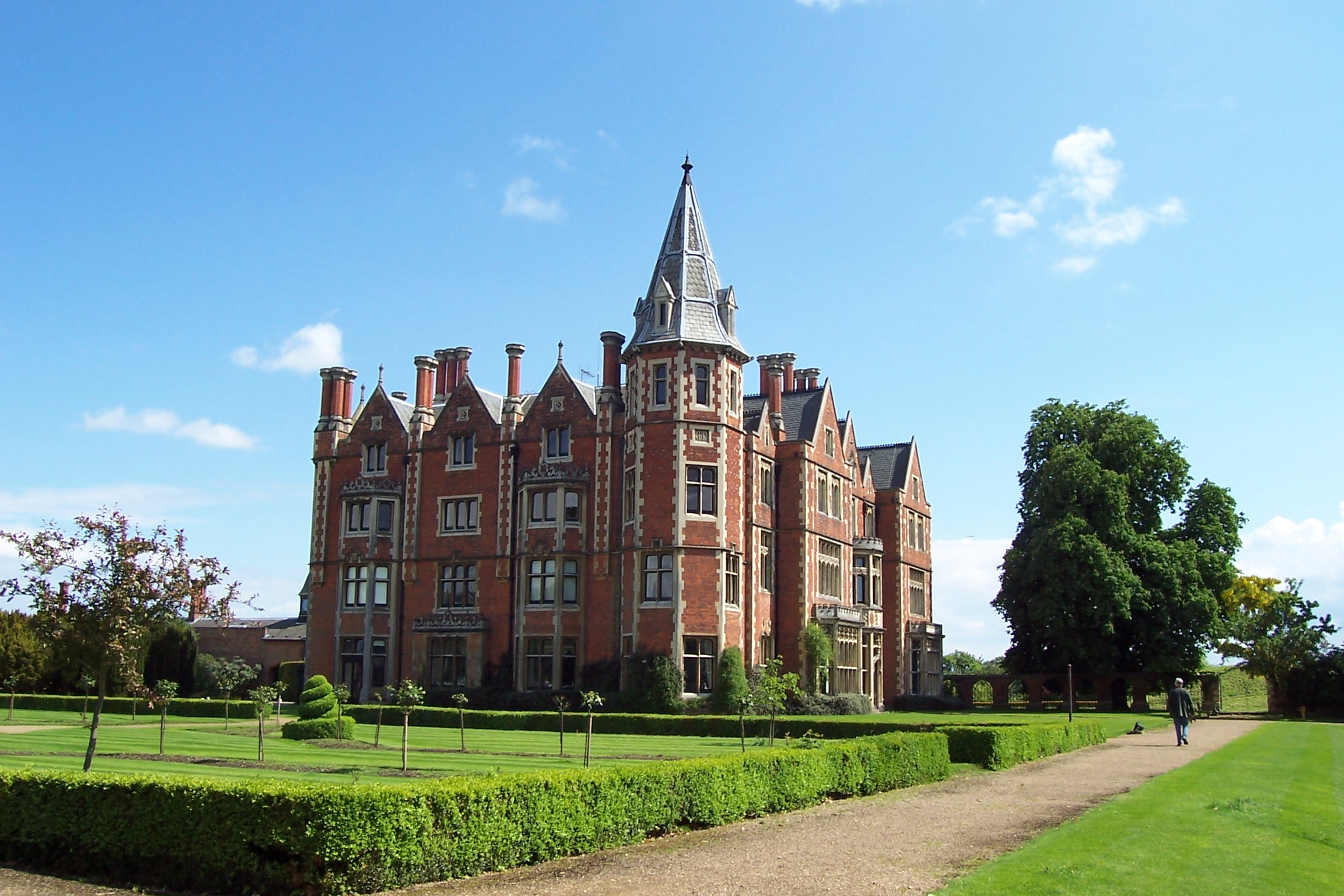
Taplow Court, Nordansicht

1852 verkaufte Hamilton das Gut an seinen Nachbarn, Charles Pascoe Grenfell, dessen Familie mit Kupferminen in Cornwall ein Vermögen gemacht hatte. Grenfell verfügte einen umfangreichen Umbau des Hauses, und nachdem sein erster Architekt, N. J. Cottingham, ertrank, beauftragte er den schottischen Landhausarchitekten William Burn. Burn setzte ein viertes Stockwerk auf, erweiterte das Haus nach Süden und baute umfangreiche Dienstbotenunterkünfte. Er gab dem Haus das heutige viktorianisch-jakobinische Aussehen.
Im Alter von elf Jahren erbte William Henry Grenfell 1867 das Gut von seinem Großvater. Grenfell war ein herausragendes sportliches Multitalent, unter anderem im Rudern und Schwimmen. 1906 focht er im Alter von 50 Jahren bei den sog. Olympischen Zwischenspielen für England. Ihm ist es vorrangig zu verdanken, dass die Olympischen Sommerspiele 1908 in London stattfanden. Sein Squash-Court gibt noch heute die offiziellen Maße für internationale Squash-Felder vor.
Neben seinem sportlichen Engagement war er auch unermüdlich politisch aktiv. Er war Parlamentsabgeordneter und Privatsekretär des Schatzkanzlers, saß in zahlreichen Vorständen und Komitees. Für seine sportlichen und politischen Leistungen wurde er 1905 geadelt. Durch seine Frau, Ethel Priscilla Fane, erhielt er Zugang zu den höchsten sozialen Kreisen Englands. Sie veranstaltete Freitag-Montag-Partys, extravagante Kostümbälle und Gartenpartys, die Besucher bis hin zur königlichen Familie nach Taplow Court lockten.

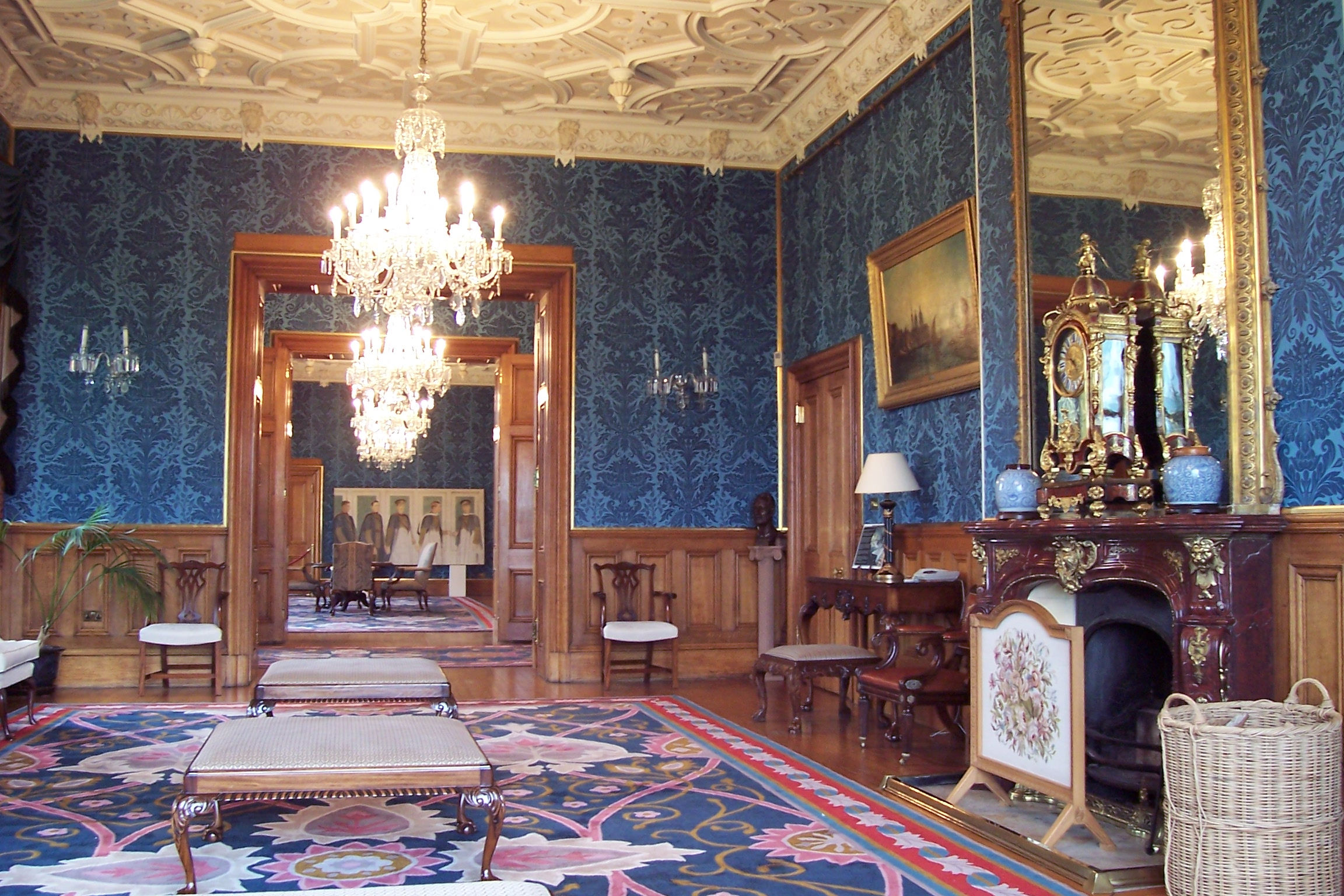
Taplow Court, Innenansicht

Während des Ersten Weltkrieges unterhielt Taplow Court hunderte Krankenschwestern des benachbarten kanadischen Rot-Kreuz-Hospitals in Cliveden. Während des Zweiten Weltkrieges wurden die Mädchen des St Steven’s College aus Folkestone in Taplow Court untergebracht. Nach dem Krieg, den die Grenfells in Hertfordshire verbracht hatten, wurde das Anwesen an die „British Telecommunications Research“ vermietet. 1963 erwarb „Plessey Electronics“ das Haus und 85 Acres Land. Erste Computer und Telekommunikationsgeräte wurden hier entwickelt.

## Derzeitige Nutzung
Das Haus und der dazugehörige Park stehen seit 1987 unter Denkmalschutz. Seit 1988 gehört das Anwesen „Sōka Gakkai International of the United Kingdom“ einer neuen religiösen Bewegung mit Ursprung in Japan. Sie bietet in Taplow Court religiöse, pädagogische und kulturelle Veranstaltungen an. Soka Gakkai International öffnet das Haus an besonderen Tagen, vor allem an Sonntagen im Frühsommer, für die Öffentlichkeit und bietet kostenlose Führungen an.